# Stat comunist
Statul comunist este acel stat guvernat de  un singur partid politic care-și declară afilierea politică la marxism sau marxism-leninism. 
Liderii statelor guvernate de partide comuniste își denumesc statele ca state socialiste. În teoria politică marxistă, comunismul este definit ca o societate fără clase sociale, egalitaristă, în care a dispărut statul, în timp ce socialismul este definit ca o fază tranzitorie, caracterizată prin dictatura proletariatului. 
Au existat mai multe cazuri de state comuniste cu procese de participare politică care au implicat mai multe alte organizații non-partid, precum sindicatele, comitetele fabricilor și participarea la democrație directă. Termenul "stat comunist" este folosit de istoricii occidentali, de oamenii de știință și de mass-media pentru a se referi la aceste țări. Cu toate acestea, spre deosebire de uzul occidental, aceste state nu se descriu ca fiind "comuniste", nici nu pretind că au realizat comunismul - se referă la ele însele ca state socialiste sau muncitoare care se află în procesul de construire a socialismului.

## Dezvoltarea statelor comuniste
În secolul XX, primul stat socialist din lume a fost în Rusia în 1917. În 1922, s-a alăturat altor foste teritorii ale imperiului pentru a deveni Uniunea Republicilor Socialiste Sovietice (URSS). După cel de-al doilea război mondial, armata sovietică a ocupat o mare parte din Europa de Est și, astfel, a ajutat la stabilirea statelor comuniste în aceste țări. Cele mai multe state comuniste din Europa de Est s-au aliat cu Uniunea Sovietică, cu excepția Iugoslaviei care s-a declarat nealiniată. În 1949, după un război împotriva ocupației japoneze și un război civil care a dus la o victorie comunistă, a fost înființată Republica Populară Chineză (RPC). Și statele comuniste au fost înființate în Cambodgia, Cuba, Laos și Vietnam. Un stat comunist a fost stabilit în Coreea de Nord, deși mai târziu și-a adoptat propria ideologie numită Juche. În 1989, statele comuniste din Europa de Est s-au prăbușit sub presiune publică în timpul unui val de mișcări non-violente care au dus la dizolvarea Uniunii Sovietice în 1991. Astăzi, statele comuniste existente în lume se află în China, Cuba, Laos și Vietnam.